# Palacio de la Diputación Foral de Vizcaya
El palacio de la Diputación Foral de Vizcaya (también conocido simplemente como Palacio Foral), ubicado en el n.º 25 de la Gran Vía de la villa de Bilbao, es un edificio exento de planta rectangular, de aspecto sólido y majestuoso. Diseñado por el arquitecto Luis Aladrén Mendivil, es considerado «una de las obras cumbres del eclecticismo alfonsino» en Vizcaya.

## Descripción
Se trata de un edificio proyectado a finales del siglo XIX en el estilo ecléctico, que se hace patente por la utilización de elementos de diversos estilos históricos y en el que sobresale, además, una gran preocupación por la composición de las fachadas así como por el aspecto ornamental. Consta de sótano, entreplanta, dos alturas, ático y sobreático.
Destaca la fachada principal, calle Gran Vía, en la que se observa un cuerpo adelantado respecto a la línea de fachada, que incluye un porche de entrada sobre el que se dispone balconada y se remana con escudo. En el interior, la escalera principal distribuye y organiza las diferentes dependencias.
La riqueza ornamental se aprecia tanto en el exterior (sillería trabajada en punta de diamante) como en el interior, donde se guardan numerosas obras de arte rodeadas de exuberante mobiliario y ornamentaciones pictóricas en muros y techos.
Merece especial mención el llamado Salón del Trono, con dos pinturas murales de José Echenagusia Errazquin (1844-1912), pintor nacido en Fuenterrabía que alcanzó éxito internacional. Estos murales, "Juramento de los Fueros" y "Pacificación de oñacinos y gamboinos", se reproducen con frecuencia en libros de texto e históricos alusivos al País Vasco.
En el palacio se conservan diversas pinturas, así como una pareja de jarrones regalada por Eugenia de Montijo, esposa de Napoleón III de Francia.